# Утакмице фудбалске репрезентације Мађарске 2012.
| Домаћин | Гост |

Фудбалска репрезентација Мађарске је током 2012. године одиграла девет званичних утакмица. Од тих девет репрезентација је одиграла пет пријатељских и четири квалификационе утакмице за Светско првенство. Годишњи биланс је био 4 победе, 3 ремија и 2 пораза. Репрезентација се у квалификацијама за Светско првенство налазила у Д групи, где је после 4 одиграна меча била на другом месту са 9 бодова.

## Утакмице
Победа
  Нерешено
  Пораз|
| Мађарска  | 1 : 1    | Бугарска    |
| --------- | -------- | ----------- |
| Салаи 42’ | Извештај | 87’ Божинов |

| Чешка                | 1 : 2    | Мађарска             |
| -------------------- | -------- | -------------------- |
| М. Кадлец 25’ (пен.) | Извештај | 6’ Џуџак · 88’ Ђурчо |

| Мађарска | 0 : 0    | Република Ирска |
| -------- | -------- | --------------- |
|          | Извештај |                 |

| Мађарска  | 1 : 1    | Израел       |
| --------- | -------- | ------------ |
| Џуџак 51’ | Извештај | 80’ Т. Хемед |

| Андора | 0 : 5    | Мађарска                                                         |
| ------ | -------- | ---------------------------------------------------------------- |
|        | Извештај | 12’ Јухас · 32’ (pen) Гера · 54’ Салаи · 68’ Пришкин · 82’ Коман |

| Мађарска        | 1 : 4    | Холандија                                      |
| --------------- | -------- | ---------------------------------------------- |
| Џуџак 6’ (пен.) | Извештај | 2’ 52’ Ј. Ленс · 18’ Б. М. Инди · 73’ Хунтелар |

| Естонија | 0 : 1    | Мађарска   |
| -------- | -------- | ---------- |
|          | Извештај | 47’ Хајнал |

| Мађарска                                | 3 : 1    | Турска        |
| --------------------------------------- | -------- | ------------- |
| Коман 31’ · Салаи 50’ · Гера 58’ (пен.) | Извештај | 22’ М. Ердинч |

| Мађарска | 0 : 2    | Норвешка                        |
| -------- | -------- | ------------------------------- |
|          | Извештај | 39’ Х. Нилсен · 79’ М: Абделауе |

| Претходна година: 2011. | Утакмице фудбалске репрезентације Мађарске 2012. | Наредна година: 2013. |

## Голгетери у 2012.
| - Адам Салаи - Балаж Џуџак - Адам Ђурчо - Роланд Јухас - Золтан Гера - Тамаш Пришкин - Владимир Коман - Тамаш Хајнал |

## Белешка
1. ↑  Црвени картон (два жута картона): 55, 67. Марк Валес (Андора)
2. ↑  Деби Мате Паткаија (Ђер ЕТО) за Мађарску
3. ↑  Деби Ајдина Јилмаза (Галатасарај) за Турску
4. ↑  Деби Ричарда Гузмича (Халадаш) за Мађарску
5. ↑  Деби Андерс Конрадсена и Хаварда Нилсена за Норвешку

## Извори и спољашње везе
- Репрезентација Мађарске на фудбалској бази података
- Утакмице репрезентације Мађарске (2012)
- Утакмице репрезентације Мађарске (Све године)
- eu-football (2012)